# Kamomillblomvecklare
Kamomillblomvecklare (Gynnidomorpha luridana) är en fjärilsart som först beskrevs av Charles Stuart Gregson 1870.  Kamomillblomvecklare ingår i släktet Gynnidomorpha, och familjen vecklare. Enligt den finländska rödlistan är arten nära hotad i Finland. Arten är reproducerande och har en livskraftig, (LC), population i Sverige. Artens livsmiljö är ruderatmarker, vägrenar och banvallar.